# Хувілес
Хувілес (ісп. Juviles) — муніципалітет в Іспанії, у складі автономної спільноти Андалусія, у провінції Гранада. Населення — 170 осіб (2010).
Муніципалітет розташований на відстані близько 390 км на південь від Мадрида, 42 км на південний схід від Гранади.

## Демографія
Динаміка населення (INE ):

## Галерея зображень

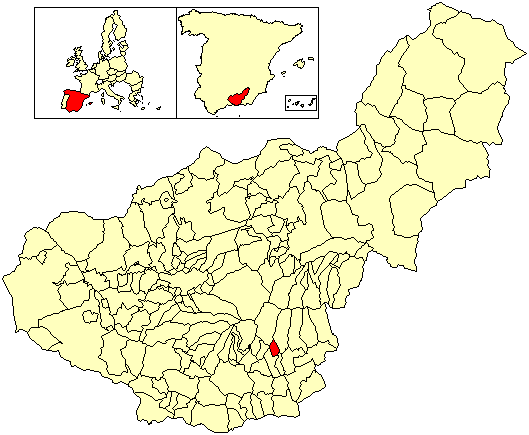
Розташування муніципалітету у провінції Гранада